# Justus Gotthard Rabener
Justus Gotthard Rabener (* 22. Mai 1688 in Leipzig; † 24. August 1731) war ein lutherischer Prediger und zwischen 1712 und 1719 der Hauptautor der Deutschen Acta Eruditorum.

## Leben
Rabener wurde früh von seinem Vater in gelehrten Sprachen und Geschichte unterrichtet und machte in der Folge rasche Karriere an der Leipziger Nicolaischule. 1704 begann er sein Studium in Leipzig, 1706 schloss er es mit dem Magister ab. 1714 wurde er Beisitzender der Philosophischen Fakultät in Leipzig, ungefähr zu dieser Zeit Sonnabends-Prediger in der Thomaskirche; 1720 substituierter Diakon an der Neuen Kirche in Leipzig, 1721 Diakon und Mittags-Prediger an der Thomaskirche und 1731 zudem Vesperprediger dort. Rabener starb unverheiratet und ohne Kinder zu hinterlassen. Justus Gottfried Rabener war sein Bruder.